# UOB Plaza
United Overseas Bank Plaza  (UOB Plaza) (en chino: 大 华 银行 大厦) es un complejo de dos rascacielos de estilo modernista en la ciudad de Singapur. UOB Plaza One es uno de los tres rascacielos más altos de la ciudad, compartiendo el título con el OUB Centre y Republic Plaza. UOB Plaza Two es el edificio más bajo y antiguo cuya construcción terminó en 1973 y posteriormente fue renovado en 1995 con una fachada similar a la del UOB Plaza One. Ambos edificios están conectados por un podio de 45 metros apoyado en cuatro columnas. El podio alberga la sala de banca de la sucursal principal del United Overseas Bank. El edificio fue inaugurado por el entonces ministro senior Lee Kuan Yew en 1995, 60 años después de la fundación del United Overseas Bank.

## UOB Plaza One
UOB Plaza One es un edificio de 280 metros de altura y 67 plantas que fue terminado en 1992. Es la sede del United Overseas Bank y de las principales corporaciones financieras, como UBS. En la planta 60, hay un restaurante, Si Chuan Dou Hua. Su arquitectura está inspirada en la Torre del Banco de los EE. UU. En Los Ángeles.
El sótano del edificio alberga la mezquita Masjid Moulana Mohd Ali, que está dirigida por Majlis Ugama Islam Singapura (MUIS). Esta mezquita es la primera en el distrito de Raffles Place y es única debido a que la mezquita está ubicada bajo tierra. Esta peculiaridad ha suscitado polémica porque para algunos musulmanes, no es buena porque se encuentra "en las entrañas" de la tierra.

## UOB Plaza Two
UOB Plaza Two es un edificio de 162 metros con 38 pisos y fue terminado en 1973 con el edificio reconstruido otra vez en 1995. El edificio era antes el edificio de Bonham que albergó el banco chino unido que ahora cambió Su nombre a su nombre actual en 1965, y el edificio de tres pisos fue demolido para construir el edificio de 30 pisos.

## Arquitectura
Las torres tienen una base octogonal y consisten en volúmenes cúbicos girados, que es una expresión estilística distintiva de las obras de Kenzō Tange de los años 1990. Los volúmenes cúbicos sobre la base octogonal, giran en un plano de referencia de 45 grados y disminuyen en volumen hacia la parte superior de UOB Plaza One. Un podio de seis pisos enlaza los dos edificios juntos y hábilmente se acomoda al edificio UOB reconstruido (ahora UOB Plaza Two). Este lugar es un gran atrio aireado que une la gran manzana de Raffles con el río Singapur sin entrar en el edificio. El salón de la banca tiene paredes de cristal de altura completa para ver a través del río Singapur desde el distrito financiero. El cambio de iluminación pone de relieve las cualidades geométricas de la arquitectura del edificio, destacando los edificios con ejes de luz y sombra. El sistema de muro cortina exterior del edificio representa una contribución significativa e innovadora de la evolución de las fachadas de los edificios a lo largo del tiempo. La envoltura de la "pared del funcionamiento" de las torres es un compuesto del granito blanco y gris y de las unidades aisladas del vidrio gris. El atrio también es conocido como una «sala de la ciudad» y por encima de ella tiene un gran espacio de oficinas y una claraboya grande, lo que da al lugar una iluminación natural. En los pisos 37 y 38, se puede encontrar un vestíbulo de dos plantas con vistas panorámicas de la ciudad. También lo utilizan los trabajadores del edificio para comunicar los ascensores de los pisos más bajos a los pisos superiores. Sin embargo, el mirador ha sido cerrado al público debido a razones de seguridad, tras los ataques del 11 de septiembre de 2001. Hay dos esculturas en la planta baja: Homenaje a Newton, de Salvador Dalí en la sala de la ciudad, y otro diseñado por el artista mexicano Fernando Botero.

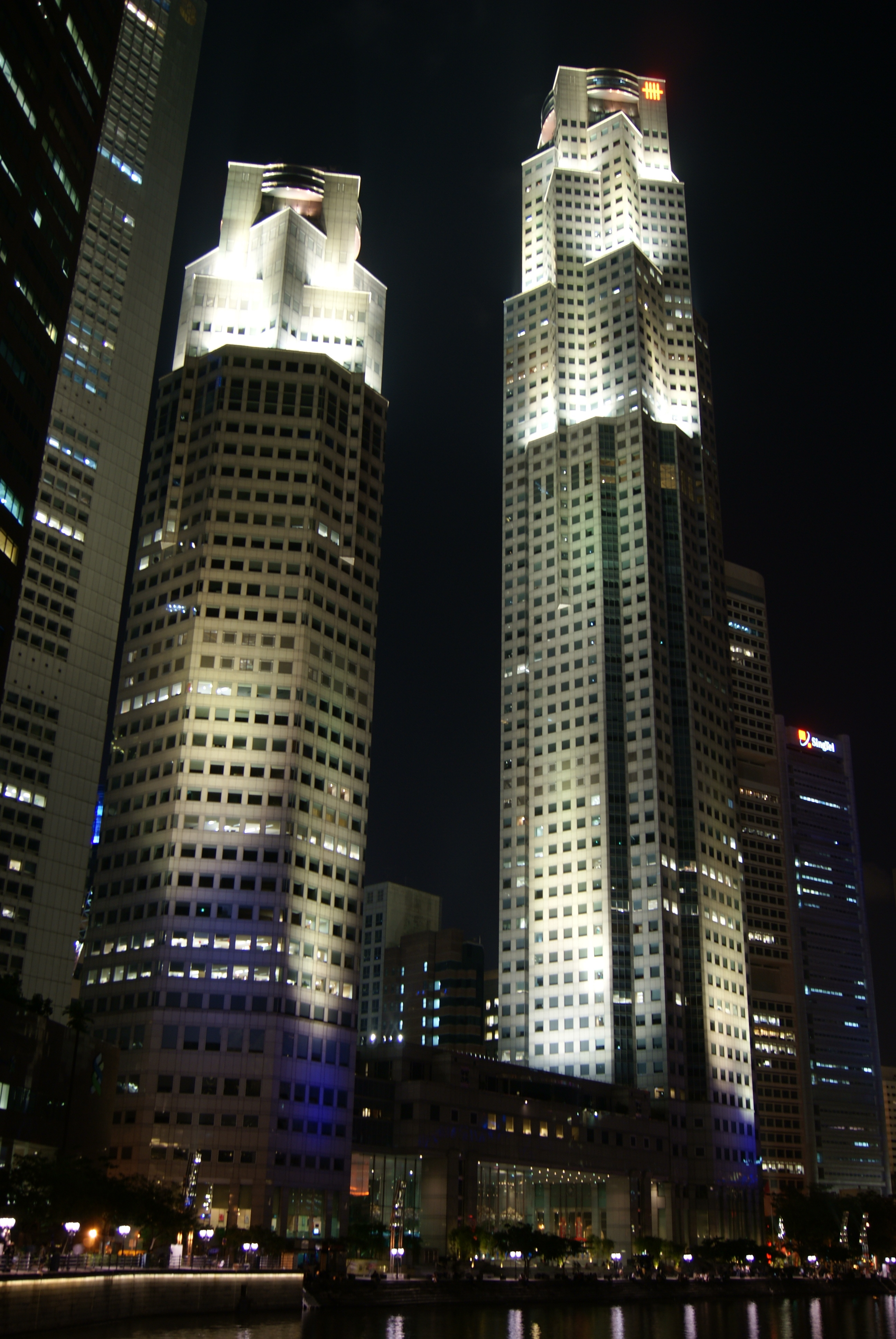
Visión nocturna del edificio UOB Plaza.
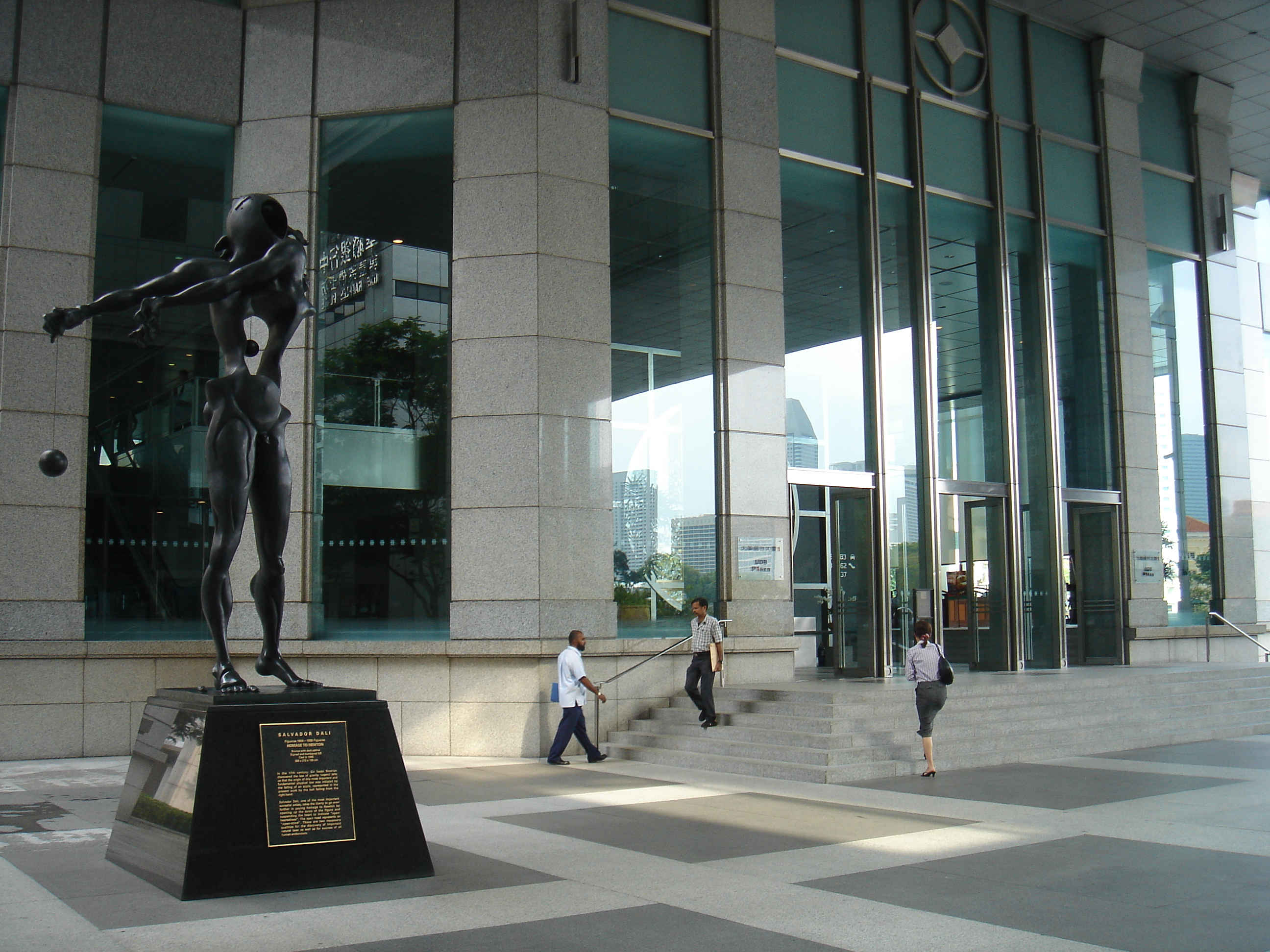
Átrio del edificio UOB Plaza One, con una escultura de Dalí.
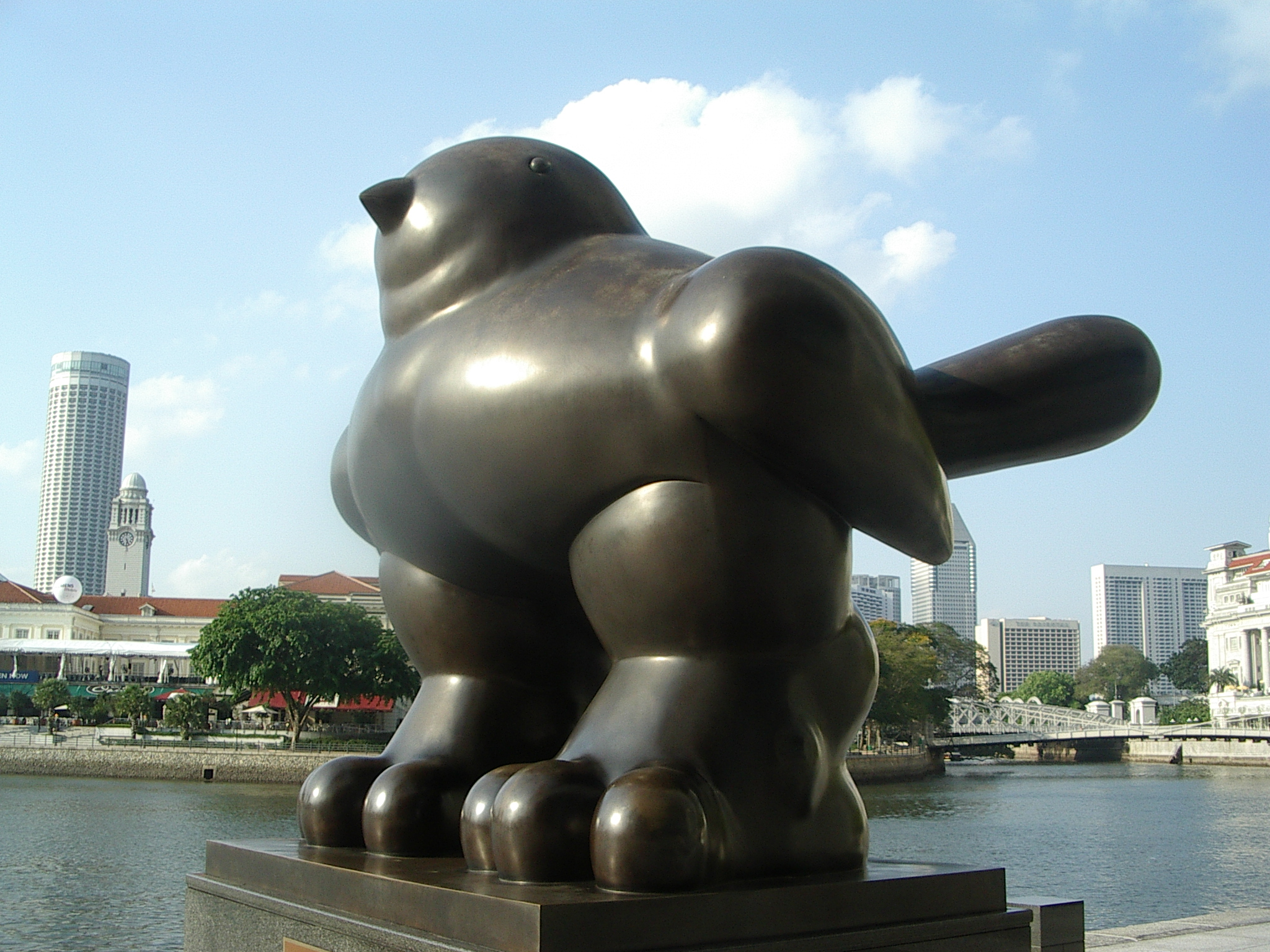
Pájaro, Fernando Botero (1990).

## Para más información
- 'Wong, Yunn Chii (2005). Singapore 1:1: A Gallery of Architecture & Urban Design. Singapore: Urban Redevelopment Authority. 2005. ISBN 981-05-4467-7.